# Deglur
Deglur là một thành phố và là nơi đặt hội đồng đô thị (municipal council) của quận Nanded thuộc bang Maharashtra, Ấn Độ.

## Nhân khẩu
Theo điều tra dân số năm 2001 của Ấn Độ, Deglur có dân số 48.024 người. Phái nam chiếm 51% tổng số dân và phái nữ chiếm 49%. Deglur có tỷ lệ 64% biết đọc biết viết, cao hơn tỷ lệ trung bình toàn quốc là 59,5%: tỷ lệ cho phái nam là 73%, và tỷ lệ cho phái nữ là 55%. Tại Deglur, 14% dân số nhỏ hơn 6 tuổi.